# Bobobo-bo Bo-bobo
Bobobo-bo Bo-bobo (яп. ボボボーボ・ボーボボ Бобобо:бо Бо:бобо, также Box7 и Bo-bobo) — комедийная научно-фантастическая манга Ёсио Саваи, с 2001 по 2007 год публиковавшаяся компанией Shueisha в журнале Weekly Shonen Jump. Содержит большое количество шуток на специфические японские темы, сатиры и пародий на элементы японской массовой культуры.
На основе манги студией Toei Animation был снят аниме-сериал. Он состоит из 76 серий, которые впервые были показаны на японском телевидении с ноября 2003 по октябрь 2005 года.

## Сюжет
Действие происходит в III тысячелетии. Миром правит деспотичный император Цуру Цурулина IV, чьи слуги по его приказу обривают налысо невинных жителей, чтобы усилить своего императора с помощью этих волос. Храбрый повстанец Бобобобо Бобобо, владелец шикарного афро и последователь стиля «кулак волос в носу», вступает в борьбу с тираническим режимом.

## Медиа

### Манга
Комедийная научно-фантастическая манга Ёсио Саваи публиковалась с 2001 по 2007 год компанией Shueisha в журнале Shonen Jump. Позже она была переиздана в виде 21 танкобона. Позже была выпущена манга-сиквел Shinsetsu Bobobō-bo Bō-bobo (яп. 真説ボボボーボ・ボーボボ синсэцу бобобо:бо бо:бобо, «Истинная теория: Бобобобо Бобобо»), выходившая также в Weekly Shōnen Jump с 19 декабря 2005 по 2 июля 2007 года. Shueisha издала её в виде семи томов.

### Аниме
На основе манги студией Toei Animation был снят аниме-сериал. Он состоит из 76 серий, которые впервые были показаны на японском телевидении с ноября 2003 по октябрь 2005 года.

### Игры
Компания Hudson Soft разработала семь игр на основе Bobobo-bo Bo-bobo. Все они выходили только в Японии. Четыре были выпущена для Game Boy Advance, две на PlayStation 2 и одна на GameCube. Вместе с персонажами из других серий Weekly Shōnen Jump герои также появлялись в файтингах Jump Superstars и Jump Ultimate Stars на Nintendo DS, и J-Stars Victory VS на PlayStation 3 и PlayStation Vita.

## Критика
Манга является пародией на другие произведения о боевых искусствах, в частности другие серии Weekly Shōnen Jump. Например, в одной из сюжетных линий персонажам, чтобы спасти главную героиню от облысения, надо подняться на верх пятиэтажной башни; последовавшие сцены можно считать отсылкой к «Игре смерти» Брюса Ли, хотя полный абсурд идеи битвы с облысением с помощью силы волос на теле мешает этому.
В Manga: The Complete Guide манга описывается, как комедия абсурда, почти полностью лишённая сюжета с некоторыми отличными циничными репликами посреди всех драк. В The Anime Encyclopedia аниме — история о «футуристических боевых искусствах „Кулака Полярной звезды“ или „Жемчуга дракона“, высмеянных в сюрреалистичном стиле Excel Saga, заполненная до отказа полными абсурда каламбурами и сатирическими комментариями».
Иностранным читателям часто сложно отличить непереводимую игру слов, отсылки на японскую культуру и просто случайные реплики.